# Georges Brunschvig
Georges Brunschvig, né le 21 février 1908 à Berne et mort le 14 octobre 1973 également à Berne, est un avocat suisse qui fut président de la fédération suisse des communautés israélites de 1946 à 1973.

## Biographie
Né dans une famille d'éleveur de chevaux, il a étudié le droit à l'université de Berne et a passé ses examens du barreau en 1933. En 1934, il trouve une place comme avocat dans une étude de la ville. Il épouse par la suite son amie d'enfance, Odette Wyler, avec laquelle il eut deux filles.
Professionnellement, il représente entre 1933 et 1937 la fédération suisse des communautés israélites, et la communauté israélite de Berne dans le « procès de Berne » où il gagne et fait interdire la publication des Protocoles des Sages de Sion, écrits considéré comme « immoraux, obscènes et brutaux » et qui s'avéreront en outre être des faux.
Il est également défenseur de David Frankfurter en 1943, Maria Popesco entre 1946 et 1955, Max Ulrich en 1957, Ben Gal en 1963 et Mordechai Rachamim en 1969.
En 1946, Georges Brunschvig est élu président de la fédération suisse des communautés israélites, rôle qu'il conserve jusqu'à sa mort. En tant que tel, il défend les intérêts d'Israël en Suisse. En accord avec des représentants de banques, il propose sans succès un projet de loi afin de résoudre le problème des fonds financiers en déshérences dans les banques suisses après la guerre.
En 1967, Brunschvig et Reynold Tschäppät, à l'époque maire de la ville de Berne, ont organisé une « campagne Bratwurst » où des saucisses étaient vendues 1 franc suisse en faveur de l'État d'Israël.

## Sources
- Jacques Picard, « Georges Brunschvig » dans le Dictionnaire historique de la Suisse en ligne.

1. ↑  [PDF](de) « Nachlässe und Einzelbestände », sur EPFZ (consulté le 6 juillet 2009)
2. ↑  (de) Fonds : Brunschvig, Georges (1915-2005) [2.60 mètres linéaires].  Cote : NL Georges Brunschvig. Zurich : Archives suisses d'histoire contemporaine (présentation en ligne).
3. ↑  (de) Hannah Einhaus, « 100 Jahre Georges Brunschvig: Ein Heimischer der anderen Art », Der Bund,‎ 18 février 2008, p. 23
4. ↑  (de) Urs Hafner, « Die Quelle allen Übels? Wie ein Berner Gericht 1935 gegen antisemitische Verschwörungsphantasien vorging », Neue Zürcher Zeitung,‎ 23 décembre 2005 (lire en ligne)
5. ↑  (de) Hannah Einhaus, « Odette Brunschvig: Die Erinnerungen einer Berner Jüdin », la Berner Zeitung,‎ 6 mai 2005 (lire en ligne)